# Pyrois perfusa
Pyrois perfusa là một loài bướm đêm trong họ Noctuidae.